# Amil Campinas (piłka siatkowa kobiet)
Campinas Voleibol Clube, brazylijski klub siatkarski kobiet z Campinas, powstały w 2012 r. Obecnie zespół występuje w rozgrywkach Superligi, pod nazwą Amil Campinas.

## Sukcesy
- Mistrzostwa Brazylii:
  -  3. miejsce: 2013

## Kadra 2013/14
- 1.  Walewska Moreira de Oliveira
- 2.  Carol Gattaz
- 4.  Cláudia Bueno da Silva
- 5.  Kristin Hildebrand
- 6.  Angélica Malinverno
- 7.  Michelle Daldegan
- 9.  Rosamaria Montibeller
- 10. Priscila Oliveira
- 11. Juliana De Souza Nogueira
- 12. Natália Pereira
- 14. Rosane Maggioni
- 16. Tandara Caixeta
- 20. Stephany Carvalho da Silva